# مركز غانا لعلوم وتكنولوجيا الفضاء
تم افتتاح مركز غانا لعلوم وتكنولوجيا الفضاء (GSSTC) رسميًا في 2 مايو 2012 كأول وكالة فضاء واستكشاف الفضاء وعلم الفلك والتكنولوجيا في غانا.
يهدف المركز والوكالة الفضائية الغانية (GhSA) إلى أن يصبحا ميدانًا متميزًا في علوم الفضاء واستكشاف الفضاء وتقنية الفضاء من خلال التعليم ورحلات الفضاء الخاصة وتسويق أبحاث الفضاء. كما ستسمح وكالة المركز والفضاء للعلماء ورواد الفضاء بإجراء البحوث في مجال إدارة الموارد الطبيعية والتنبؤ بالطقس والزراعة والأمن القومي.

## تاريخ
تم إنشاء معهد غانا لعلوم وتكنولوجيا الفضاء (GSSTI) لأول مرة كمركز تابع لكلية العلوم النووية والحلفاء (SNAS) في يناير 2011 وتم تدشينه في مايو 2012. وتم ترقيته لاحقًا إلى معهد في أغسطس 2013 لاستغلال الفضاء العلوم والتكنولوجيا من أجل التنمية الاجتماعية والاقتصادية للبلد.